# Одеон на Ирод Атик
Одеонът на Ирод Атик (на гръцки: Ωδείο Ηρώδου του Αττικού), познат също и като Иродион (на гръцки: Ηρώδειο), е древен одеон от времето на Римската империя, който се намира в югозападния склон на Атинския акропол.

## История

### Построяване
Одеонът е построен за кратко време от Ирод Атик през 161 година в памет на съпругата му Аспазия Ания Регила, която умира през 160 година. Постройката била предназначена предимно за музикални представления и по тази причина е наречена одеон. Нуждата от издигането му се появява след рухването на покрива на одеона на Агрипа, намирал се в центъра на атинската агора и построен през 15 г. пр.н.е. от военачалника на Октавиан Август, Марк Випсаний Агрипа, и който на свой ред е построен след запалването на одеона на Перикъл от Луций Корнелий Сула през 85 г. пр.н.е.
Мястото за зрители се състояло от 32 реда мраморни трибуни, които побирали приблизително 5000 души. Както и при театрите от римската епоха, орхестрата имала вид на полукръг. Сценичната постройка била издигната в дъното на сцената и имала три етажа, два от които са запазени и до днес с височина 28 метра. Одеонът бил покрит с дървен покрив от ливански кедър.
От различни източници става ясно, че одеонът е бил в действие само 105 години, тъй като през 267 г. много постройки в Атина – включително и тази – са разрушени от херулите. От различните находки при разкопките, като черепи на хора и бикове, се предполага, че мястото се е използвало също за гладиаторски борби и за борби с бикове. Изглежда обаче, че и стените на постройката по-късно са се използвали като укрепления, вградени в стената, която обгражда подножието на Акропола. Освен останките на малки къщи, намирали се в одеона, са се намирали и останки на малка църква. В средата на сцената и точно срещу т.нар. „кралска порта“, е открито подземие, което се простира по цялото протежение на сцената.
Натрупалите се през следващите векове насипи почти покривали одеона, като единствената видима точка била високата стена на сцената, с което цялата постройка приличала повече на мост.

### Средновековие
През Средновековието хората, които посещавали останките на одеона, не са били в състояние да го разпознаят. Едни го описват като дворец на цар Леонид I и на Милтиад Младши, други – като „школата на Аристотел“, а през 1575 година ученият Теодосиос Зигомалас го смята за „академията на Аристотел“. Първият, който смята, че става дума за одеона на Ирод Атик, е английският антиквар Ричард Чандлър през 1764 година – по негово време вътрешното пространство на постройката е обрасло с ечемик.
По време на османското владичество над гръцките земи останките на сградата – заедно със стоата на Евмен II – са включени в крепостната стена на Хасеки (1778).

### Разкопки и реставриране
Първите пробни разкопки са започнати през 1848 г. от Кирякос Питакис и Александрос Рангавис при крал Отон I Гръцки. Разчистването на одеона от натрупалите се насипи, покрили останките на сградата и достигнали 15 метра височина, е започнато от Питакис през 1857 година. Накрая същинската реставрация започва отчасти през 50-те години на XIX век след Втората световна война при крал Павлос I по планове на дирекцията на Министерството на народната просвета и вероизповедания, които до голяма степен са изготвени от професора и академик Анастасиос Орландос веднага след напускането му с помощта на тогавашния инспектор по реставрация Ефстатиос Стикас.
С постепенното и частично реставриране става възможно да се разкрие цялата древна постройка и да намери някогашното си предназначение. Местата за зрители са облицовани с пентелски мрамор, а орхестрата – с имитоски мрамор. От края на същото десетилетие одеонът се използва предимно през летните месеци за културни мероприятия и оттогава редица гръцки и чуждестранни хора на изкуството се изявяват тук.

## Културни мероприятия и събития
Одеонът на Ирод Атик е културно средище, на което се провеждат множество фестивали и конкурси. От 1955 г. насам всяка година мястото се използва за провеждането на Атинския фестивал от май до октомври. През 1973 г. тук се провежда 22-рото издание на конкурса „Мис Вселена“.
През 1984 г. певицата Нана Мусхури изнася концерт, който е записан и издаден като двоен албум под името „Ωδείο Ηρώδου Αττικού“. През юли 1993 г. тук се състои премиерата на симфонията „Митодея“ на Вангелис, а през септември същата година три поредни вечери изнася концерти гръцкият композитор Яни, който се завръща от САЩ за повода. Концертите са част от световното му турне през същата година, като първият от тях е записан и издаден като албум през 1994 година – Live at the Acropolis („На живо от Акропола“).
Други значими хора на изкуството, имали изяви тук, са:
- 1957 – Мария Калас;
- 1962 – Франк Синатра;
- 1984 – Нана Мусхури;
- 1991, 2004 – Лучано Павароти;
- 1992 – Даяна Рос;
- 1993 – Вангелис, Яни;
- 1996, 2018 – Стинг;
- 1996, 2012 – Мариос Франгулис;
- 2000 – Елтън Джон[2];
- 2001 – Жан Мишел Жар[3];
- 2005, 2008 – Енио Мориконе;
- 2005, 2009 – Хосе Карерас[4];
- 2005 – Пласидо Доминго[5];
- 2006 – Лайза Минели;
- 2007 – Файруз;
- 2008 – Горан Брегович[6];
- 2010, 2019 – Андреа Бочели;
- 2012 – Монсерат Кабайе;
- 2017 – Ян Тиерсен;
- 2019 – „Флорънс енд дъ Мъшийн“, „Джетро Тъл“[7], „Дед Кен Денс“.

Други изпълнители и групи: Алисия де Лароча, Морис Бежар, Жоакин Кортес, Пако де Лусия, Каролос Кун, Микис Теодоракис, Манос Хадзидакис, Никос Кундурос, Пати Смит, Сиверт Хьойем, Янис Маркопулос, Йоргос Даларас, Харис Алексиу, Маринела, Силви Гилем, „Фуу Файтърс“, Дионисис Савопулос, Леонидас Каваков, Катрин Морган и други.